# محوطه ووزله رودبار
محوطه ووزله رودبار مربوط به سده‌های اولیه دوران‌های تاریخی پس از اسلام است و در شهرستان ماسال، بخش مرکزی، دهستان ماسال، روستای خون واقع شده و این اثر در تاریخ ۲۶ دی ۱۳۸۶ با شمارهٔ ثبت ۲۰۶۱۲ به‌عنوان یکی از آثار ملی ایران به ثبت رسیده است.